# Lophira lanceolata
Lophira lanceolata is een soort uit de familie Ochnaceae. Deze staat op de Rode Lijst van de IUCN geklasseerd als 'niet bedreigd'.
Het is een kleine tot middelgrote loofboom die tot 16 meter hoog kan worden. Sommige uitzonderlijke exemplaren kunnen doorgroeien tot 24 meter hoog. De boom heeft een smalle kroon met opgaande takken en een rechte of gedraaide stam die tot 7,5 meter zonder takken kan zijn. 
De soort komt voor in westelijk tropisch Afrika, tussen de landen Senegal en Noord-Oeganda. De boom groeit in beboste savannes, op hoogtes tussen 530 en 1100 meter. Verder groeit de boom vaak in groepjes op braakliggend land aan de rand van bossen.
De boom levert olie en hout en heeft daarnaast vele medicinale toepassingen. De olie en andere producten van de boom worden op lokale schaal verhandeld. De zaden van de boom zijn eetbaar. Uit het zaad wordt een eetbare olie gewonnen, méni-olie genaamd. Het is een gele geurige halfvaste olie die verwerkt wordt in levensmiddelen, zeep en cosmetica. De bast van de boom wordt in West-Afrika als kleurstof gebruikt om te voorkomen dat gekookte yams donker gaan kleuren. Verschillende delen van de boom worden verwerkt in medicinale middelen die gebruikt worden tegen verschillende kwalen. Het hardhout dat de boom levert wordt lokaal gebruikt voor het maken van mortieren, spoorbielzen en in de bruggenbouw. Daarnaast is het ook goed brandhout.